# Um Anjo Caiu do Céu
Um Anjo Caiu do Céu é uma telenovela brasileira produzida e exibida pela TV Globo de 22 de janeiro a 24 de agosto de 2001, em 185 capítulos. Substituiu Uga Uga e foi substituída por As Filhas da Mãe, sendo a 61ª "novela das sete" exibida pela emissora.
Escrita por Antônio Calmon, com a colaboração de Eliane Garcia, Lílian Garcia, Márcia Prates, Maria Helena Nascimento e Álvaro Ramos, teve direção de Dennis Carvalho, José Luiz Villamarim e Amora Mautner. A direção geral foi de José Luiz Villamarim e Dennis Carvalho, também diretor de núcleo.
Contou com as participações de Tarcísio Meira, Caio Blat, Renata Sorrah, Christiane Torloni, José Wilker, Patricia Pillar, Marcello Antony e Débora Falabella.

## Enredo

Angélica, Tarcísio Meira e Caio Blat caracterizados como a anja Angelina, João e o anjo Rafael.

João Medeiros é um fotógrafo de fama internacional que sofre um atentado em Praga, na República Tcheca, quando fotografa por acaso um líder nazista que estava em meio a planos secretos. Em seus últimos momentos na Terra sua vida é salva pelo anjo Rafael, enviado pelas altas instâncias celestes para oferecer-lhe uma nova chance. O anjo avisa o fotógrafo que ele terá apenas mais seis meses de vida para resolver seus problemas com a família, negligenciada desde que ele abandonou tudo pela profissão – incluindo resolver sua situação com a ex-mulher Naná, que agora vive com o aproveitador Tarso, e se entender com suas duas filhas. Virgínia se tornou uma conceituada estilista, mas culpa o pai pelo problema na perna causado por um acidente que sofreu na adolescência e que acabou com sua carreira de bailarina. Já Duda desenvolveu transtorno obsessivo-compulsivo após seu filho Kiko ter desaparecido anos antes, colocando seu casamento com Maurício em uma longa crise.
O rapaz foi sequestrado pela esquizofrênica Artêmis, que morreu logo depois e deixo-o para seus pais, Carlão e Laurina. Eles criaram Kiko como Joaquim junto aos outros dois netos, Robson e Dorinha, embora nunca tivessem coragem de revelar a verdade, deixando apenas que ele soubesse que era adotado – o que fez com que Kiko e Dorinha se apaixonassem. Além disso, João ainda terá que lidar com a existência de uma filha que ele nunca conheceu, fruto de seu relacionamento extraconjugal com sua cunhada, Laila, uma estilista tão talentosa, quanto ambiciosa, que sempre teve inveja da irmã e foi apaixonada por ele. A filha em questão, Cuca se rebelou ao descobrir quem era seu pai e toda sujeira que perpetuava na história de sua família, fugindo de casa e cortando seus cabelos. Ela é ajudada pelo piloto aeronáutico Breno, que a confundiu com um menino e encontrou nela uma grande amizade. Sustentando a mentira, a garota se apaixona pelo amigo sem poder contar a verdade. Rafael, que fica na Terra para ajudar João em toda sua empreitada, decide se tornar humano e começa sentir uma gama de emoções das quais nunca sonhou, inclusive uma esfuziante paixão por Cuca.
Para não deixar que o rapaz deixe de cumprir sua missão, a anja-supervisora Angelina decide interferir para que todas as obrigações sejam cumpridas. Os problemas de João complicam com a chegada de Lenya, uma espiã profissional contratada pelos neonazistas para recuperar as fotos comprometedoras feitas pelo profissional. Paralelamente há a história de Paulinho, um costureiro amador que, por não ter estudado moda ou manter contato com nome influentes, nunca conseguiu adentrar o mundo da moda. Para sua sorte o famoso estilista internacional Selmo de Windsor morre sem que ninguém saiba e Paulinho decide roubar sua documentação, passando-se por ele e colocando finalmente suas criações em prática. Fingindo ser gay, ele vai trabalhar com Virgínia e se apaixona por ela, provocando situações inusitadas para conseguir se aproximar dela sem deixar que a mentira venha a tona. Na República Valencia vivem as modelos Carol e Jô, que tentam melhorar o jeito desleixado da amiga Alice, uma estilista iniciante que nunca ligou para o próprio visual. A casa fica mais agitada com a chegada do ex-modelo Alex, que aparece com trabalhos cada vez mais cômicos para elas.

## Elenco
| Intérprete             | Personagem                                  |
| ---------------------- | ------------------------------------------- |
| Tarcísio Meira         | João Medeiros                               |
| Caio Blat              | Rafael Arcanjo                              |
| Renata Sorrah          | Natália de Montaltino (Naná)                |
| Renata Sorrah          | Shirley Maria Pinheiros                     |
| Christiane Torloni     | Laila de Montaltino                         |
| Débora Falabella       | Maria Cristina Medeiros (Cuca)              |
| José Wilker            | Tarso de Montaltino                         |
| Patricia Pillar        | Maria Eduarda Medeiros de Montaltino (Duda) |
| Deborah Evelyn         | Virgínia Medeiros                           |
| Marcello Antony        | Maurício Duarte                             |
| Caco Ciocler           | David Esteves                               |
| Cássio Gabus Mendes    | Selmo de Windsor (Paulinho) / Paulão        |
| Henri Castelli         | Breno Oliveira                              |
| Chris Couto            | Eva Lenya Brunner (Lenya)                   |
| Supla                  | Alex de Leon                                |
| Débora Lamm            | Alice Maciel                                |
| Susana Werner          | Deborah Lamego                              |
| Felipe Camargo         | Josué Arantes                               |
| Sthefany Brito         | Isadora dos Anjos (Dorinha)                 |
| Jonatas Faro           | Joaquim Medeiros Guerra (Kiko)              |
| Antônio Petrin         | Carlos dos Anjos (Carlão)                   |
| Ana Rosa               | Laurinda dos Anjos                          |
| Paulo José             | Alceu                                       |
| Miriam Pires           | Ermelinda                                   |
| Caio Junqueira         | Adolfinho                                   |
| Mariana Hein           | Carolina Pascoal (Carol)                    |
| Janaína Lince          | Joana Soares (Jô)                           |
| Karine Carvalho        | Michelle                                    |
| Rodrigo Eldestein      | André (Dé)                                  |
| Rosane Gofman          | Expedita                                    |
| Luís Salem             | Ávila Brunner                               |
| Gustavo Mello          | Fernando (Nando)                            |
| Zé Carlos Machado      | Emanuel Steinberg                           |
| Bel Kutner             | Luciana (Lulu)                              |
| João Camargo           | Gildo                                       |
| Maria Gladys           | Zezé                                        |
| Larissa Queiroz        | Luana                                       |
| Thiago Oliveira        | Felipe Medeiros (Lipe)                      |
| Michel Capeletti       | Robson dos Anjos                            |
| João Paulo Biancardini | Gustavo Medeiros (Guga)                     |

### Participações especiais
| Intérprete        | Personagem                                              |
| ----------------- | ------------------------------------------------------- |
| Angélica          | Angelina                                                |
| Daniel Dantas     | Selmo de Windsor / Zeca de Santa Teresa / Telmo Martins |
| Jan Ponan         | Eric Brunner                                            |
| Tarcísio Filho    | Rodrigo Medeiros Ferreira                               |
| Hugo Carvana      | Sargento Garcia                                         |
| Luma Costa        | Ermelinda (jovem)                                       |
| Luciano Szafir    | Eduardo                                                 |
| Guilherme Weber   | Carl                                                    |
| Odilon Wagner     | Sid Valente / Coyote                                    |
| Sérgio Loroza     | Jacaré                                                  |
| Fabiana Oliveira  | Alexandra                                               |
| Mateus Rocha      | Tomás                                                   |
| Breno Moroni      | Pingue                                                  |
| Eduardo Andrade   | Pongue                                                  |
| Alexandre Zacchia | Peçanha                                                 |
| Sílvia Bandeira   | Giovana                                                 |
| Dennis Carvalho   | Jaime                                                   |

## Produção
A novela abordou temas como neonazismo e desaparecimento de crianças sem causar polêmicas. Os primeiros capítulos foram gravados em Praga, na República Tcheca, com uma equipe de 70 pessoas, entre brasileiros e tchecos, contando inclusive com atores locais. A boate LZ-129, um dos cenários fixos da novela, era um armazém da região portuária do Rio de Janeiro. Na época, foi lançada uma trilha sonora complementar, Boate LZ 129, com os hits que tocavam na boate da novela. Antônio Calmon homenageou seu colega de profissão, o autor já falecido na época Cassiano Gabus Mendes, ao introduzir na trama o personagem Paulinho – um costureiro heterossexual que fingia ter trejeitos afeminados para adentrar o mundo da moda – uma referência ao protagonista Jacques Leclair de Ti Ti Ti, escrita por Cassiano e que se tornou grande sucesso em 1985. Paulinho foi interpretado pelo filho de Cassiano, o ator Cássio Gabus Mendes.
No decorrer da trama outros personagens foram inseridos, como o ex-modelo Alex de Leon, interpretado por Supla, que entrou após dois meses no ar. Na segunda metade também entrou Angélica, interpretando a anja Angelina, sendo que a apresentadora não integrava o elenco de uma produção adulta desde a minissérie O Guarani, de 1991. Esta também foi a última telenovela de Susana Werner antes de sua mudança de país.

## Exibição

### Outras mídias
Nunca reprisada, foi disponibilizada na íntegra pelo Globoplay em 1.° de agosto de 2022, como parte do Projeto Resgate.

## Audiência
O primeiro capítulo teve média de 39 pontos, com picos de 46. O último capítulo também teve média de 39 pontos, com picos de 44. A trama teve média geral de 33,6 pontos.

## Trilha sonora

### Um Anjo Caiu do Céu
A primeira trilha sonora da telenovela foi lançada em 28 de fevereiro de 2001 pela Som Livre.  Caio Blat ilustrou a capa do álbum.
Lista de faixas
| N.º            | Título                           | Música                             | Personagem tema     | Duração |  |
| 1.             | "Quem de Nós Dois"               | Ana Carolina                       | Virgínia e Paulinho | 5:05    |  |
| 2.             | "Eu Nasci Há Dez Mil Anos Atrás" | Zé Ramalho                         | João                | 4:27    |  |
| 3.             | "Divano"                         | Era                                | Rafael / Angelina   | 3:48    |  |
| 4.             | "Erva Venenosa"                  | Rita Lee                           | Laila               | 3:58    |  |
| 5.             | "Siboney"                        | João Bosco                         | Tarso               | 3:25    |  |
| 6.             | "Dançando com a Vida"            | Sandra de Sá e Gabriel, o Pensador | Breno               | 4:33    |  |
| 7.             | "Me Revelar"                     | Zélia Duncan                       | Duda e Davi         | 3:41    |  |
| 8.             | "Desenho de Giz"                 | Simone                             | João                | 3:20    |  |
| 9.             | "Colombina"                      | Ed Motta                           | Rafael              | 4:41    |  |
| 10.            | "Meu Sangue Ferve por Você"      | Patrícia Coelho                    | Paulinho            | 4:44    |  |
| 11.            | "Aonde Quer que Eu Vá"           | Os Paralamas do Sucesso            | Cuca e Breno        | 4:15    |  |
| 12.            | "Apaixonada por Você"            | Wanessa Camargo                    | Kiko e Dorinha      | 3:50    |  |
| 13.            | "Só Tinha de Ser com Você"       | Elis Regina e Tom Jobim            | João e Naná         | 3:46    |  |
| 14.            | "Ando Meio Desligado"            | Pato Fu                            | Abertura            | 3:21    |  |
| Duração total: | Duração total:                   | Duração total:                     | Duração total:      | 56:57   |  |

### Um Anjo Caiu do Céu - Internacional
A segunda trilha sonora da telenovela foi lançada em 4 de maio de 2001 pela Som Livre. Débora Falabella ilustrou a capa do álbum.
Lista de faixas
| N.º            | Título                                   | Música                  | Personagem tema     | Duração |  |
| 1.             | "Again"                                  | Lenny Kravitz           | Josué               | 3:46    |  |
| 2.             | "Thank You"                              | Dido                    | Deborah e Davi      | 3:26    |  |
| 3.             | "By Your Side"                           | Sade                    | Virgínia e Paulinho | 4:29    |  |
| 4.             | "Trouble"                                | Coldplay                | Duda e Maurício     | 4:27    |  |
| 5.             | "Soul on Soul"                           | Rod Stewart             | João e Naná         | 4:29    |  |
| 6.             | "Ready for Love"                         | India.Arie              | Laila               | 4:26    |  |
| 7.             | "Better Man"                             | Robbie Williams         | Lenya               | 3:17    |  |
| 8.             | "Don't Let Me Be Lonely Tonight"         | Eric Clapton            | Alice               | 4:11    |  |
| 9.             | "I'm Outta Love"                         | Anastacia               | Alice, Carol e Jô   | 4:00    |  |
| 10.            | "Imitation of Life"                      | R.E.M.                  | Alex                | 3:53    |  |
| 11.            | "Milk and Toast and Honey"               | Roxette                 | Kiko e Dorinha      | 3:59    |  |
| 12.            | "Turning"                                | Suzanne Ciani e Chyi Yu | Cuca e Breno        | 4:05    |  |
| 13.            | "Memories"                               | Mind Trip               | Angelina            | 3:11    |  |
| 14.            | "Nothing's Gonna Change My Love for You" | SNZ e Richard Lugo      | Rafael              | 3:25    |  |
| 15.            | "Trancedental"                           | Urban                   | Geral               | 3:38    |  |
| 16.            | "Amor de Reclame"                        | Lulo                    | Alice e Alex        | 3:52    |  |
| Duração total: | Duração total:                           | Duração total:          | Duração total:      | 62:45   |  |

### LZ 129
A terceira trilha sonora da telenovela foi lançada em 30 de março de 2001 pela Som Livre, compilando as faixas dançantes que tocavam na fictícia Boate LZ 129. Débora Evelyn ilustrou a capa do álbum.
Lista de faixas
| N.º            | Título                     | Música             | Duração |  |
| 1.             | "Night and Day"            | Spacey             | 4:16    |  |
| 2.             | "AC/DC"                    | X-Press 2          | 5:38    |  |
| 3.             | "Woman Trouble"            | Artful Dodger      | 3:57    |  |
| 4.             | "Light My Fire"            | Black Legend       | 4:05    |  |
| 5.             | "Swan Lake Suites"         | G-Vô Project       | 3:44    |  |
| 6.             | "Operation Blade"          | Public Domain      | 3:06    |  |
| 7.             | "Round the Corner"         | London Elektricity | 4:28    |  |
| 8.             | "Bass Mechanic"            | Bass Mekanik       | 3:53    |  |
| 9.             | "Remember Me"              | Blue Boy           | 3:45    |  |
| 10.            | "Só Tinha de Ser com Você" | Fernanda Porto     | 4:30    |  |
| 11.            | "Lady"                     | Modjo              | 3:09    |  |
| 12.            | "It Wasn't Me"             | Shaggy             | 3:45    |  |
| 13.            | "1 More Time"              | D.C. 2000          | 3:35    |  |
| 14.            | "Pause"                    | The Bombers        | 4:09    |  |
| 15.            | "XX Series"                | Beat Boxx          | 4:07    |  |
| Duração total: | Duração total:             | Duração total:     | 60:07   |  |

Outras canções não incluídas nos álbuns
- "Ameno" - Era (tema das cenas no céu)

## Prêmios
| Ano  | Prêmio                                    | Categoria                       | Indicação           | Resultado |
| ---- | ----------------------------------------- | ------------------------------- | ------------------- | --------- |
| 2001 | Troféu APCA                               | Melhor Atriz                    | Christiane Torloni  | Venceu    |
| 2001 | Prêmio ISTOÉ Gente                        | Personalidade do Ano: Televisão | Christiane Torloni  | Venceu    |
| 2001 | Prêmio Qualidade Brasil                   | Atriz revelação                 | Débora Falabella    | Venceu    |
| 2001 | Festival Latino-Americano de Campo Grande | Melhor Efeito Especial          | Um Anjo Caiu do Céu | Venceu    |